# Bandera de Utah
La bandera del estado de Utah fue aprobada en 2023 y consiste en un rectángulo dividido en tres secciones horizontales irregulares, con azul en la parte superior, rojo en la parte inferior y blanco en la parte central. La parte central simboliza un paisaje montañoso y alberga un hexágono azul delineado en oro con una colmena dorada en el interior y una estrella blanca de cinco puntas.
Desde el año 2018 al año 2023, la legislatura del estado ha trabajado en leyes que permitan la adopción de una nueva bandera que represente al estado y a los ciudadanos. Después de un largo trabajo de elección de diferentes diseños durante el año 2023, la legislatura en sesión aprobó el nuevo diseño de la bandera del estado, para ser presentada de forma oficial en marzo de 2024.
El 2 de marzo de 2023, la Cámara de Representantes de Utah aprobó el proyecto de ley 40-35 y el Senado estatal aprobó la votación concurrente 19-9-1, enviando el proyecto de ley al gobernador para su firma.

## Diseño[2]

### Franja azul
En la parte superior de la bandera, la franja azul representa los cielos y los lagos del Estado, así como los principios fundamentales; como la fe, el conocimiento, la libertad, el optimismo y la tradición. El azul sirve como telón de fondo del diseño y está vinculado al fondo de la bandera histórica.

### Franja blanca (paisaje montañoso)
El paisaje montañoso representa los picos nevados de las montañas de Utah, que han acunado a los residentes del estado, incluidas las ocho naciones tribales del estado, el color blanco también evoca la paz y la nieve del Estado.

### Hexágono y colmena
El borde dorado representa prosperidad, mientras que la forma hexagonal, una de las formas más fuertes de la naturaleza, sostiene la colmena y representa la unidad y la fuerza del pueblo de Utah. La colmena dorada, representa la historia de Utah y el sentido de comunidad, además de "Industria", el lema del estado.

### La estrella
En la base de la colmena hay una estrella blanca de cinco puntas, que representa la esperanza y 1896, el año en que Utah alcanzó la condición de estado y se convirtió en la estrella número 45 de la bandera de Estados Unidos.

### Franja roja
La franja roja representa los paisajes del sur del Estado. El color rojo simboliza la perseverancia y hace un guiño a las franjas rojas de la bandera de los Estados Unidos, pero en la bandera, el color rojo tiene un tono ligeramente más cálido.

### Prototipos

Diseños de prototipos 2020
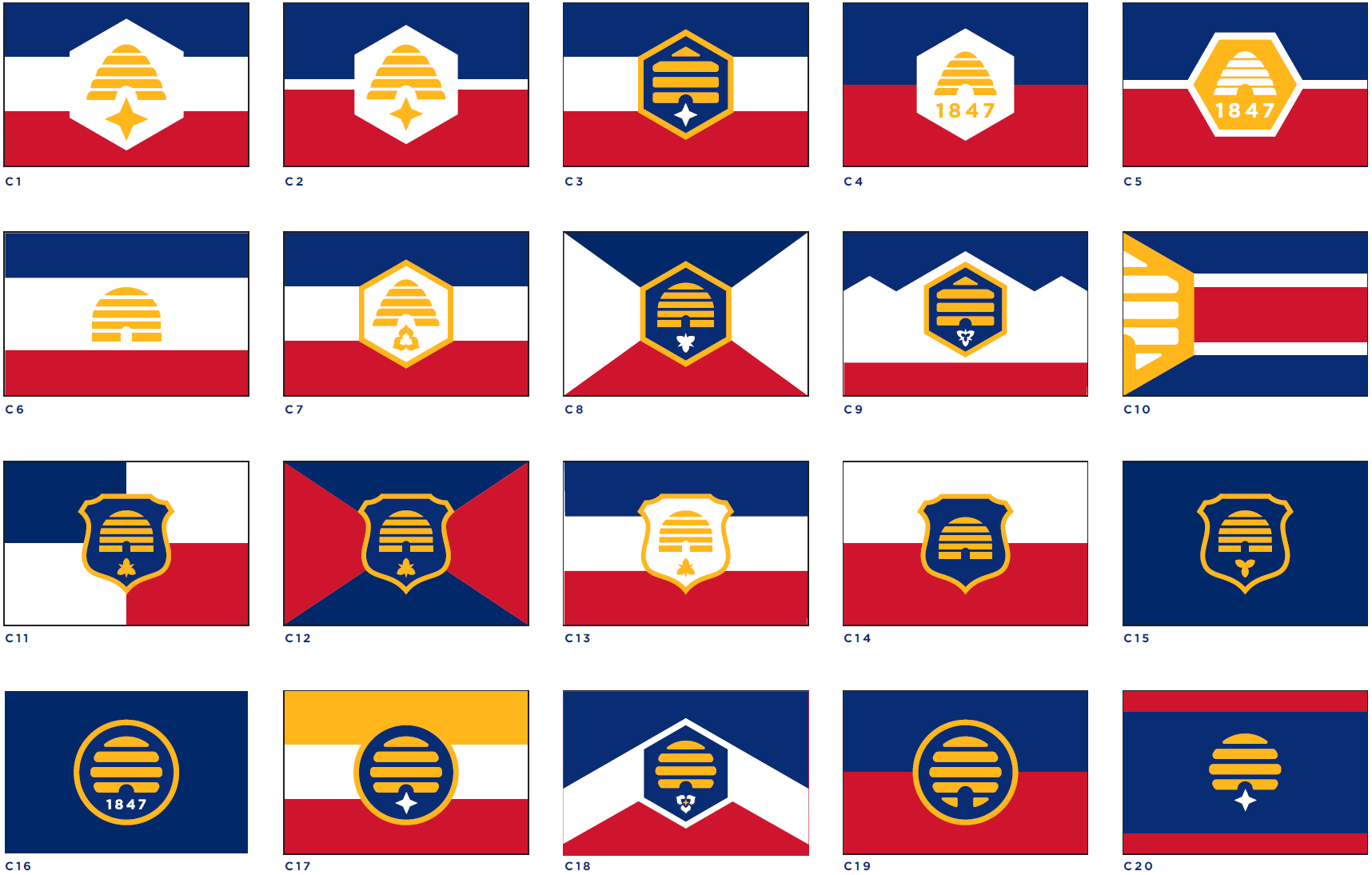
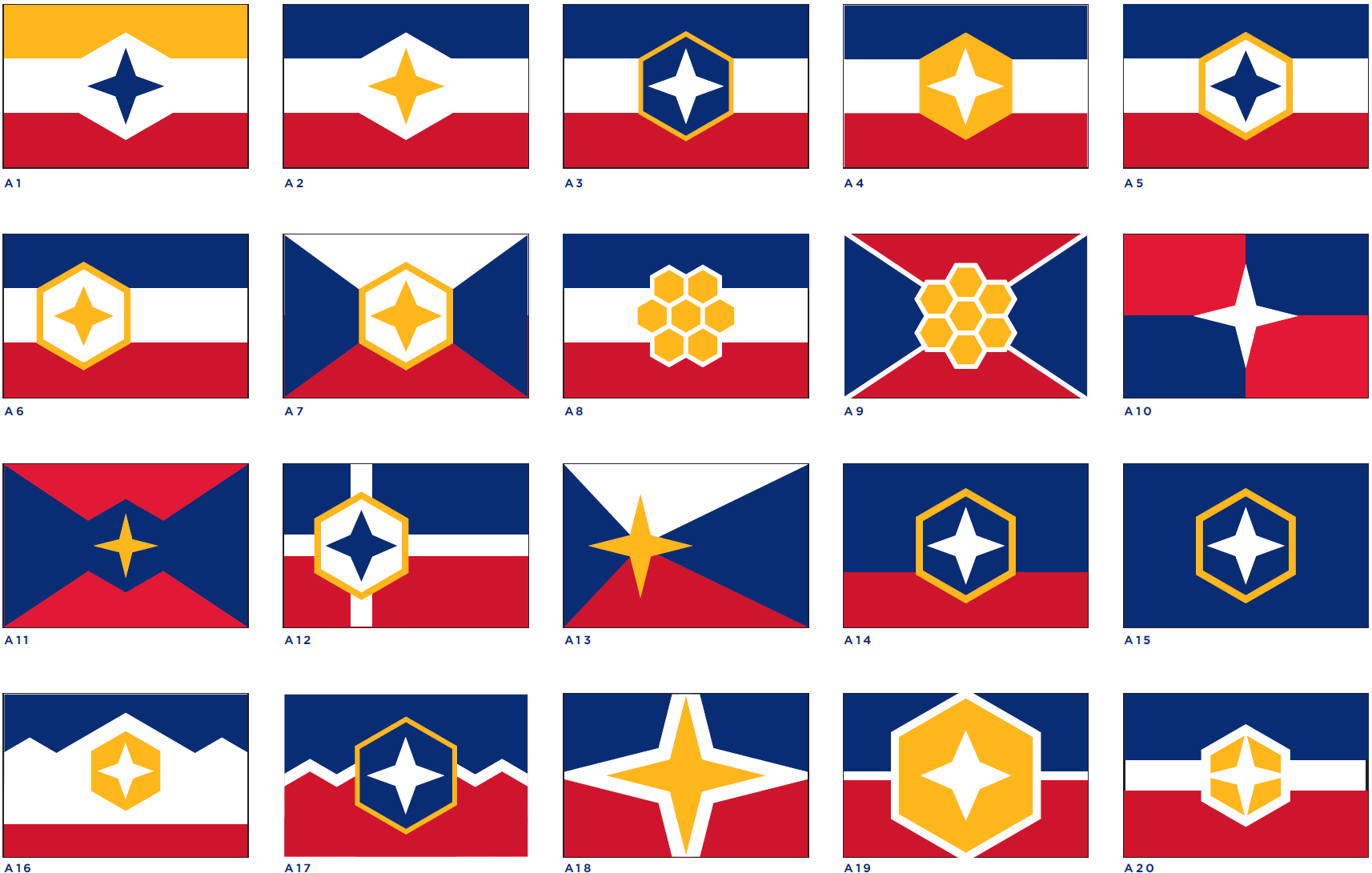
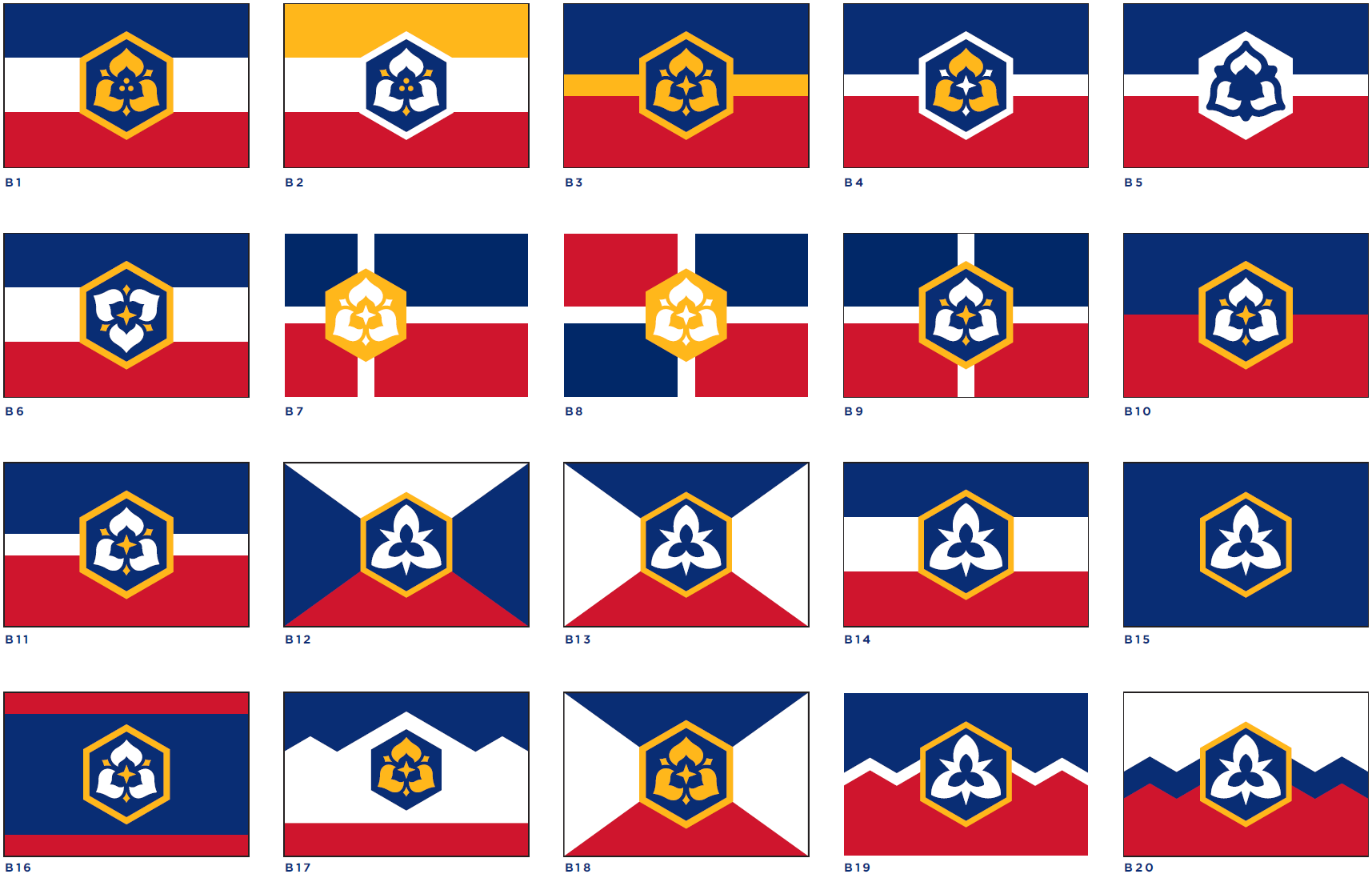

## Esquema de colores
Los colores designados para la bandera son los siguientes:
| Esquema de colores | Azul       | Blanco      | Oro        | Rojo        |
| ------------------ | ---------- | ----------- | ---------- | ----------- |
| CMYK               | 90-60-0-71 | 0-0-0-0     | 0-28-89-0  | 0-99-100-33 |
| HEX                | #071D49    | #FFFFFF     | #FFB81D    | #AA0200     |
| RGB                | 7-29-73    | 255-255-255 | 255-184-29 | 170-2-0     |

## Historia
Un águila calva (Haliaeetus leucocephalus), el ave nacional de los Estados Unidos, representa la protección de América. Las flechas en las garras del águila representan el valor en la guerra. El lirio de sego (Calochortus nuttallii), la flor del estado de Utah, representa la paz.
El lema "industria" representa el progreso, trabajo duro, y de la comunidad al igual que el emblema de la colmena, el cual es también un símbolo tradicional mormón. Banderas cruzadas de la Unión muestran el apoyo y compromiso de Utah con los Estados Unidos.

El nombre, Utah, aparece debajo de la colmena. La fecha de 1847 representa el año en que Brigham Young llevó a los primeros mormones en el estado. 1896 representa el año en que Utah fue admitido en la Unión. El círculo de oro alrededor del sello del estado representa orden eterno. El escudo debajo del águila calva representa la defensa común.

Antigua bandera estatal de Utah, utilizada desde 1903 hasta 1913.
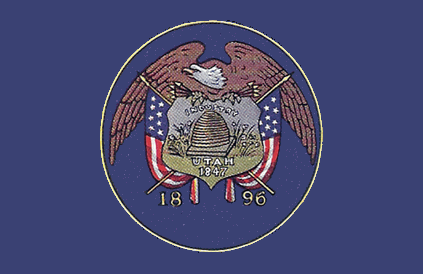
Antigua bandera estatal de Utah, utilizada desde 1913 hasta 1922.
Antigua bandera estatal de Utah, utilizada desde 1922 hasta 2011.
Antigua bandera estatal de Utah, utilizada desde 2011 hasta 2024.